# Eugènia de Montijo
Eugenia Portocarrero-Palafox y Kirkpatrick, més coneguda com Eugènia de Montijo (Granada, 5 de maig de 1826 - Madrid, 11 de juliol de 1920) fou emperadriu dels francesos. Aristòcrata espanyola que tenia el títol de comtessa de Teba per dret propi i que arran del seu matrimoni amb l'emperador Napoleó III de França esdevingué la darrera emperadriu dels francesos.
Nascuda a Granada el dia 5 de maig de l'any 1826 essent filla de Cipriano de Palafox i de l'aristòcrata María Manuela Kirkpatrick. Els pares d'Eugènia tenien els títols de duc de Portocarrero, marquès d'Algava, comtes de Teba i de Montijo a part de la Grandesa d'Espanya.
La germana d'Eugènia, Maria Francisca de Sales de Montijo es casà el 1849 amb el duc Jacobo Fitz-James Stuart, duc d'Alba de Tormes. La gran majoria de títol nobiliaris de la família Montijo repercutiren a través d'aquest matrimoni a la Casa d'Alba.
Educada a França on estigué internada en diversos col·legis de París i al Convent del Sagrat Cor de la capital francesa on rebé una profunda i rígida educació catòlica. Amb la caiguda de la monarquia de Lluís Felip I de França, Eugènia i la seva mare inicien un coqueteig constant amb les noves autoritats del príncep-president assistint a nombrosos balls i recepcions oferts al Palau de l'Elysée.
Després dels frustrats intents de Napoleó III de França de casar-se amb la princesa Carola de Vasa, neta del rei Gustau IV Adolf de Suècia, el nou emperador francès des de 1852 contragué matrimoni el dia 30 de gener de 1853 amb la comtessa de Teba, Eugènia de Montijo.

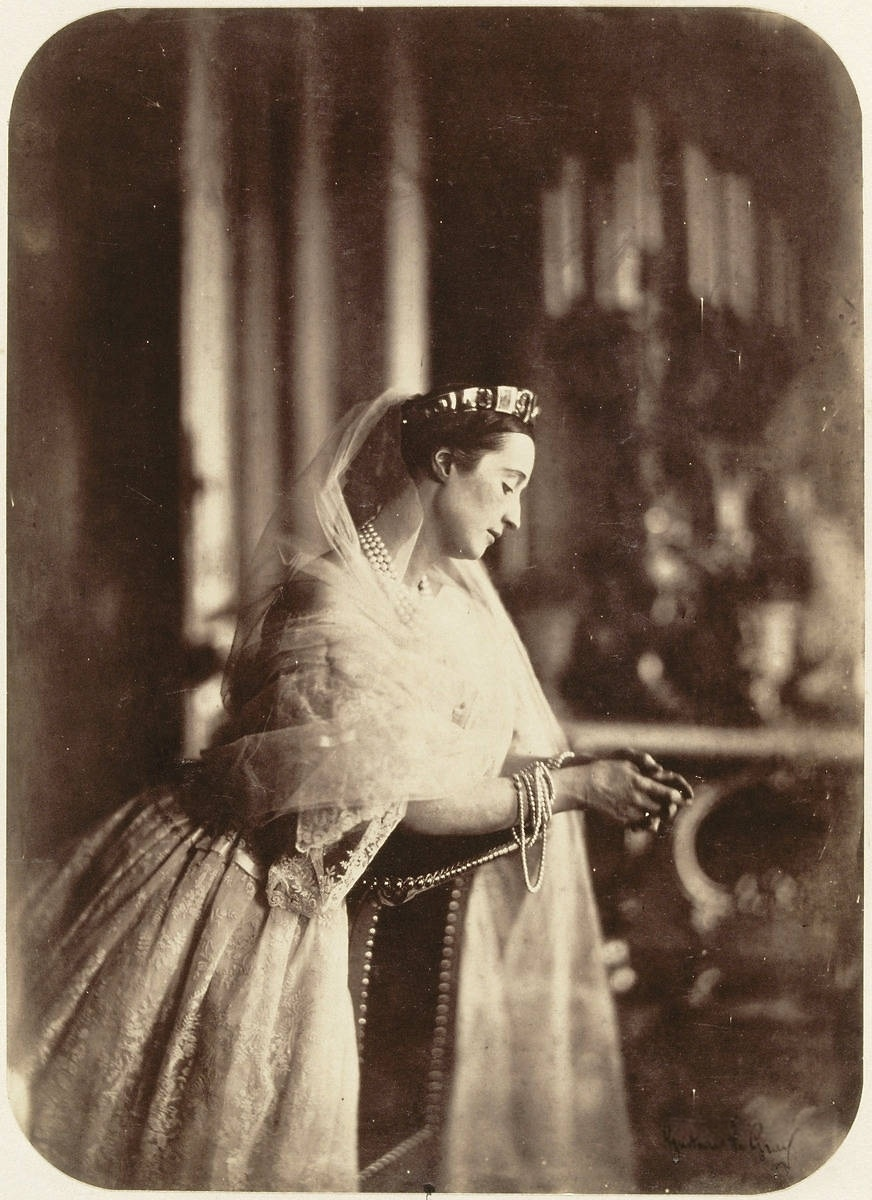
Emperadriu dels Francesos, 1856

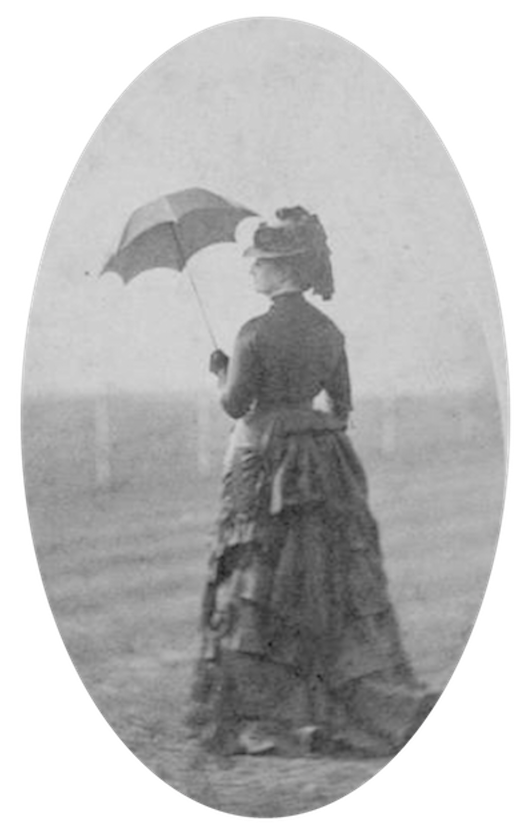
Eugènia de Montijo, mitjan 1860s

El casament fou anunciat el dia 22 de gener de 1853 afirmant que: «Jo he preferit una dona que estimo i respecto a una dona desconeguda per mi amb qui una aliança amb ella hauria significat una barreja d'avantatges i sacrificis.»
El casament fou criticat des de la Família Imperial, des del Consell de Ministres, i des de la premsa francesa i estrangera que consideraven que l'absència de sang reial de la comtessa de Teba no era positiu pel llinatge Bonaparte que feia tan sols dues generacions que havia sortit de la foscor de Còrsega.
La parella tingué un únic fill:
- SAI el príncep Napoleó Eugeni Lluís Bonaparte, nascut a París el 1856 i mort a l'Àfrica el 1879.

La seva bellesa, elegància i les seves maneres contribuïren indiscutiblement a crear una aurèola de magnificència al règim. La seva amistat amb la princesa Paulina de Metternich, esposa de l'ambaixador austríac a París, permeté un intens desenvolupament de la cultura durant el seu regnat. L'emperadriu consagrà a Charles Worth com el principal modista del segle xix i les seves creacions esdevingueren el paradigma del bon gust.
Políticament parlant, Eugènia de Montijo desenvolupà un paper relativament preponderant. A part de les regències que exercí els anys 1859, 1865 i 1870, l'emperadriu exercí una forta influència política sobre el seu espòs. La seva fe catòlica i el seu conservadorisme polític contribuïren a cert abandonament dels postulats liberals del bonapartisme. Així, s'atribueix a la pressió de la comtessa de Teba el fet que Napoleó III de França mantingués l'exèrcit francès a Roma protegint el darrer reducte dels Estats Pontificis al Laci enfront l'avenç de les tropes de Víctor Manuel II d'Itàlia.
Amb la caiguda del Segon Imperi Francès, els Bonaparte aconseguiren fugir a Anglaterra on s'instal·laren en una casa de camp a Kent, anomenada Chislehurst. Després de la mort de l'emperador l'any 1873, Eugènia s'establí entre Farnborough a Hampshire i una vil·la construïda al Cap Martin a les proximitats de Canes i de nom Vil·la Cyrnos que és el nom que els grecs posaren a l'illa de Còrsega.
L'emperadriu morí el juliol de 1920 a Madrid a l'edat de 94 anys durant una visita al seu nebot, el duc Carlos María Fitz-James Stuart. Enterrada a la Cripta Imperial de l'Abadia de Sant Miquel de Farnborough, la seva herència fou dividida entre els seus familiars. Les seves propietats a Espanya passaren als ducs d'Alba, la casa de Farnborough passà al príncep Víctor Bonaparte i vil·la Cyrnos a la princesa Letizia Bonaparte, segona esposa d'Amadeu de Savoia-Aosta. Les accions, valors i diners foren repartits en tres parts i atorgats als seus parents, llevat de 100.000 francs que foren destinats a la restauració de la Catedral de Reims.
L'any 1885, Eugènia de Montijo fou l'escollida per ser padrina de la princesa Victòria Eugènia de Battenberg, neta de la reina Victòria I del Regne Unit, que es casà amb el rei Alfons XIII d'Espanya. Victòria Eugènia era filla de la princesa Beatriu del Regne Unit, que havia estat mig promesa del príncep imperial Napoleó Eugeni Bonaparte. Victòria Eugènia mantingué al llarg de la seva vida una relació privilegiada amb Eugènia de Montijo i a la seva mort li regalà un lot important de maragdes que actualment es troben al Banc de l'Iran en ser comprades la dècada de 1960 pel xa de l'Iran.